# Попов, Данила Андреевич
Данила Андреевич Попов (род. 14 ноября 2000, Пенза) — российский хоккеист, нападающий.

## Биография
Воспитанник пензенского «Дизеля», в сезонах 2017/18 — 2018/19 играл в команде НМХЛ «Дизелист». 21 ноября 2018 года дебютировал за «Дизель» в ВХЛ, проведя против ХК «Тамбов» (5:3) единственный матч в сезоне в лиге. В сезонах 2019/20 — 2020/21 играл за «Дизель», также провёл пять матчей за «Дизелист». 1 мая 2021 года был обменян на денежную компенсацию в «Нефтехимик». 29 декабря 2022 года перешёл в клуб ВХЛ «Тамбов», сыграв за полтора сезона 48 матчей в КХЛ и 28 — за «Ижсталь» в ВХЛ. 2 мая 2023 года был обменян обратно в «Нефтехимик». 6 января 2024 года перешёл в АКМ. 24 мая 2024 года вернулся в «Дизель».